# David Button
David Robert Edmund Button, född 27 februari 1989, är en engelsk fotbollsmålvakt som spelar för Reading.

## Karriär
Button debuterade för Fulham den 5 augusti 2016 i en 1–0-vinst över Newcastle United. Den 16 juli 2018 värvades Button av Brighton & Hove Albion, där han skrev på ett treårskontrakt.
Den 5 september 2020 värvades Button av West Bromwich Albion, där han skrev på ett tvåårskontrakt. Den 9 augusti 2023 värvades Button av Reading, där han skrev på ett tvåårskontrakt.